# Potencjał stopniowany
Potencjał stopniowany (ang. graded potential) – miejscowa depolaryzacja lub hiperpolaryzacja błony neuronu najczęściej w okolicach dendrytów i perykarionu, rzadziej zakończeń aksonu. Do podstawowych faktów odróżniających potencjał stopniowany od potencjału czynnościowego jest występowanie w przypadku potencjału stopniowanego – wzrostu amplitudy wprost proporcjonalnie do siły bodźca, sumowanie się potencjałów oraz słabnięcie potencjału wraz z odległością, którą pokonuje. Zdarzenia te nie występują w potencjale czynnościowym.

## Powstawanie i przewodzenie potencjałów stopniowanych
Powstanie potencjałów stopniowanych jest warunkowane ruchem jonów w poprzek błony przez kanały błonowe. Potencjały te mogą zostać zatem wywoływane zarówno poprzez ograniczenie, jak i wzmocnienie przepływu jonów. Na przykład:
- Otwarcie kanałów sodowych powoduje depolaryzację.
- Otwarcie kanałów chlorkowych powoduje hiperpolaryzację.
- Zamknięcie kanałów potasowych powoduje depolaryzację[1].

Bodziec zazwyczaj odbierany jest w okolicach dendrytów i perykarionu, rzadziej na zakończeniach aksonu. Odebrany przez dendryt sygnał przewodzony jest w kierunku strefy integrującej neuronu zwanej strefą wyzwalania. W zależności od typu neuronu, strefa wyzwalania może znajdować się w następujących miejscach:
- W przypadku interneuronów oraz neuronów eferentnych (odśrodkowych, efektorowych) strefa znajduje się w tzw. wzgórku aksonu oraz na początkowym odcinku aksonu.
- W przypadku neuronów aferetnych (dośrodkowych, czuciowych) strefa znajduje się w miejscu połączenia dendrytów z aksonem bezpośrednio przylegając do receptora[1].

Amplituda potencjału stopniowanego zależy od ilości otwartych lub zamkniętych kanałów w momencie otrzymania sygnału przez neuron co zależy od siły bodźca. Im większa amplituda początkowa tym dalej potencjał stopniowany dotrze z większą siłą do strefy integrującej. Istnieją dwa kluczowe czynniki, które odpowiadają za słabnięcie potencjału stopniowanego wraz z odległością:
- Wyciek ładunków przez kanały jonowe.
- Opór elektryczny cytoplazmy[1].

Powstające pojedynczo potencjały stopniowane sumują się, jest tak, ponieważ nie występuje tu zjawisko refrakcji tak jak w przypadku potencjałów czynnościowych.

## Podział potencjałów stopniowanych

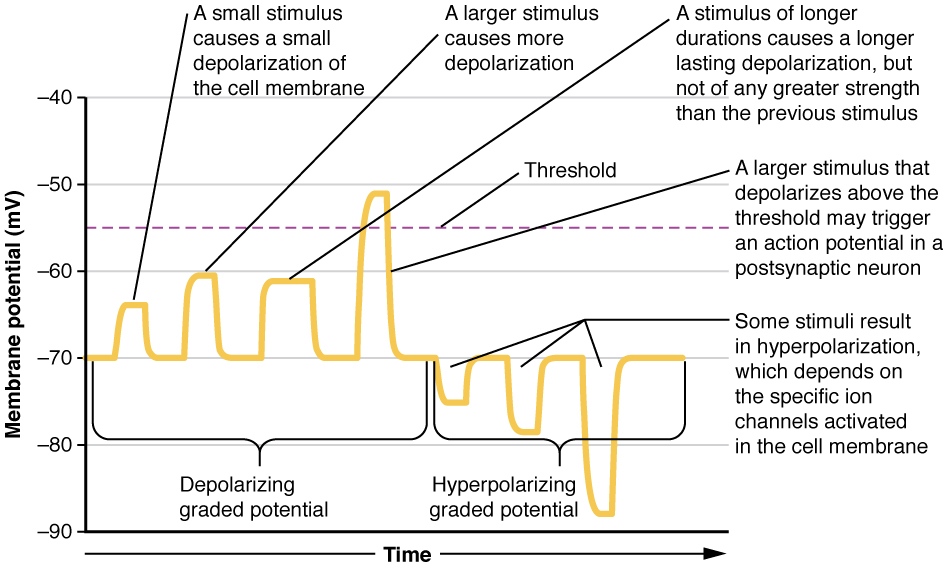
Wykres przedstawia typy potencjałów stopniowanych – pobudzające (widoczne jako wychylenia w górę od wartości potencjału -70 mV) i hamujące (widoczne jako wychylenia w dół od wartości potencjału -70 mV). Próg (threshold) to wartość potencjału, przy której potencjał postsynaptyczny pobudzający doprowadzi do powstania potencjału czynnościowego w strefie wyzwalania.

Potencjały stopniowane można podzielić ze względu na efekt zmiany potencjału błonowego, wyróżnia się:
- Potencjały stopniowane pobudzające (depolaryzacyjne, EPSP) zwane potencjałami postsynaptycznymi pobudzającymi, w odpowiednich warunkach (pokonanie progu pobudzenia) prowadzą do wyzwolenia potencjału czynnościowego przez strefę wyzwalania.
- Potencjały stopniowane hamujące (hiperpolaryzujące, IPSP) zwane potencjałami postsynaptycznymi hamującymi, prowadzą do zwiększenia ładunku ujemnego po wewnętrznej stronie błony komórkowej, w takiej sytuacji, bodziec pobudzający, który dotrze do komórki musi mieć większą siłę, niż standardowo, aby doprowadzić do powstania potencjału czynnościowego[1].

## Typy sumowania potencjałów stopniowanych
Wyróżnia się dwa typy sumowania potencjałów stopniowanych:
- Sumowanie przestrzenne.
- Sumowanie czasowe[2].

Oba zjawiska często współwystępują dzięki istnieniu "integracji postsynaptycznej".
Sumowanie przestrzenne polega na konwergencji impulsacji przez neuron postsynaptyczny w odpowiednio krótkim czasie, przymiotnik "przestrzenne" oznacza, że potencjały stopniowane powstają w różnych miejscach na neuronie. Dla zobrazowania tego typu sumowania opiszmy następującą, teoretyczną sytuację: neuron „X” otrzymuje impulsację pobudzającą (EPSP) od trzech innych neuronów „Y”, przy czym żaden z tych neuronów nie jest w stanie samemu wywołać na tyle silnego EPSP, aby neuron „X” wytworzył potencjał czynnościowy, przyjmijmy także, że neuron ten może wytworzyć potencjał czynnościowy w momencie otrzymania sygnału, którego siła jest sumą EPSP wszystkich trzech neuronów „Y”.
Dzięki sumowaniu przestrzennemu jest to możliwe:
- Impuls z jednego neuronu „Y” – nie wywoła potencjału czynnościowego.
- Impulsy z dwóch neuronów „Y” – impulsy ulegną zsumowaniu, amplituda potencjału stopniowanego wzrośnie, lecz nadal będzie zbyt mała, aby wywołać potencjał czynnościowy.
- Impulsy z trzech neuronów „Y”– impulsy ulegną zsumowaniu, siła potencjału stopniowanego jest wystarczająca, aby wywołać potencjał czynnościowy[2].

Należy podkreślić, że sumowaniu przestrzennemu ulegają także sygnały typu IPSP, możliwe są także konfiguracje, w których sumowaniu ulegają zarówno EPSP jak i IPSP. Powyższy opis był tylko przykładem działania sumowania przestrzennego.
Sumowanie czasowe polega na sumowaniu potencjałów stopniowanych w czasie. Dzięki temu zjawisku, stopniowanie nie opiera się wyłącznie na docieraniu impulsacji z wielu neuronów i ich konwergencji, pozwalając na sumowanie potencjałów pochodzących od tego samego neuronu presynaptycznego, gdy te docierają do strefy wyzwalania neuronu w odpowiednio krótkim czasie. Mechanizm tego zjawiska jest analogiczny do sumowania przestrzennego, tyle że sygnały docierają z jednego neuronu presynaptycznego, a nie z co najmniej dwóch. Długość tego czasu jest tu kluczowa, ponieważ przekroczenie danej wartości czasu uniemożliwi sumowanie potencjałów, nie inaczej jest w przypadku sumowania przestrzennego.

## Porównanie potencjału stopniowanego z potencjałem czynnościowym[1]
|                                                                 | Potencjał stopniowany                                                                                       | Potencjał czynnościowy |
| --------------------------------------------------------------- | --- | --- |
| Rodzaj sygnału                                                  | Wejściowy o zmiennej amplitudzie                                                                            | Regenerujący się o stałej amplitudzie |
| Miejsce powstawania                                             | Zazwyczaj dendryty i perykarion                                                                             | Strefa wyzwalania neuronu |
| Bramkowane kanały jonowebiorące udział w powstawaniu potencjału | Kanały bramkowane: chemicznie, mechanicznie, napięciem                                                      | Kanały bramkowane napięciem |
| Zmiana potencjału błony                                         | Depolaryzacja lub hiperpolaryzacja                                                                          | Depolaryzacja |
| Siła sygnału                                                    | Zależy od siły bodźca, potencjały stopniowane sumują się wzmacniając sygnał                                 | Zawsze taka sama – zjawisko "wszystko albo nic", nie ulega sumowaniu |
| Sposób inicjacji sygnału                                        | Napływ jonów przez kanały bramkowane wywołany bodźcem, brak minimalnej siły sygnału do wywołania potencjału | Dotarcie nadprogowego potencjału stopniowanego do strefy wyzwalania które jest konieczne do wywołania potencjału (docierający sygnał podprogowy nie wywoła powstania potencjału czynnościowego) |
| Zjawisko refrakcji                                              | Nie występuje (dzięki czemu możliwe jest sumowanie)                                                         | Występuje (uniemożliwiając sumowanie) |